# کنوانسیون ماهیگیری
کنوانسیون ماهیگیری (به انگلیسی: Fisheries Convention) یا کنوانسیون ماهیگیری لندن یک توافق‌نامه بین‌المللی است که در لندن دربارهٔ حقوق ماهیگیری در آبهای ساحلی غرب اروپا به‌ویژه حقوق ماهیگیری در دریای شمال، در اسکاگراک، در کاتگات و در اقیانوس اطلس اروپا امضا شده است. این حق دسترسی کامل به مناطق ماهیگیری بین ۶ تا ۱۲ مایل دریایی خط ساحلی ملی را به صنعت ماهیگیری طرف‌های متعهدی می‌دهد که در گذشته در دوره ۱۹۵۳–۱۹۶۲ در آنجا ماهیگیری کرده بودند.
این توافق تا حد زیادی جایگزین سیاست مشترک شیلات (CFP) می‌شود، زیرا همه طرف‌ها عضو اتحادیه اروپا هستند.